# Bo Karnehammar
Bo Karnehammar, född 6 oktober 1935, död 8 juli 2000, var en tidigare svensk landslagsspelare i handboll.

## Klubbkarriär
Bo Karnehammar beskrivs i handbollboken 1957: Vb (vänsterback) född 26 oktober (obs troligen fel datum) 1935 och Lundenspelare sedan 1950, kontorist. Han började således spela 15 år gammal i Lundens BK och nådde 1957 allsvenskan med klubben. Han spelade kvar i klubben åtminstone till 1962 då han var en av lagets bättre spelare i division 2 norra som BK Lunden vann. Året han slutade spela är okänt.

## Landslagskarriär
Inomhus spelade han bara en landskamp.  Den 21 januari 1960 var han med i laget som mötte Norge i Oslo och vann med 25-11, men Karnehammar gick mållös från planen. Han debuterade i landslaget den 29 maj 1957 mot Danmark utomhus. Han spelade tre landskamper 1957 utomhus och sedan ytterligare en 1958 mot Danmark. I VM utomhus 1959 spelade han två landskamper. Han var alltså med och tog VM-brons 1959. Landskampen inomhus var hans sista.